# Partito Nazionalsocialista per la Libertà
Il Partito Nazionalsocialista per la Libertà (in tedesco: Nationalsozialistische Freiheitspartei, NSFP) o Movimento Nazionalsocialista per la Libertà (in tedesco: Nationalsozialistische Freiheitsbewegung, NSFB; entrambi anche brevemente NF) fu un partito tedesco di estrema destra composto da nazionalisti tedeschi e nazionalsocialisti nella Repubblica di Weimar, esistito solo per un breve periodo nel 1924/25 come associazione o federazione di liste.

## Storia

### Origine
Dopo che il putsch di Hitler fu sventato nel novembre 1923, il Partito Nazionalsocialista Tedesco dei Lavoratori (NSDAP), all'epoca attivo principalmente nella Germania meridionale, fu bandito. Hitler, imprigionato per il tentato putsch, incaricò Alfred Rosenberg di portare avanti il NSDAP, per questo motivo Rosenberg fondò la Comunità Nazionale della Grande Germania (in tedesco: Großdeutsche Volksgemeinschaft, GVG). Rosenberg aveva già caldeggiato la partecipazione elettorale dei nazionalsocialisti nell'estate del 1923; secondo le lettere interne, egli mirava ad una partecipazione elettorale in alleanza con il Partito Popolare Tedesco della Libertà (in tedesco: Deutschvolkische Freiheitspartei, DVFP) al più tardi nel dicembre 1923. Il DVFP, anch'esso inizialmente bandito dopo il tentativo di putsch ed in gran parte limitato nella Germania settentrionale, sorse nel 1922 come scissione dal Partito Popolare Nazionale Tedesco (in tedesco: Deutschnationale Volkspartei, DNVP). A differenza dei nazionalsocialisti, il DVFP, riammesso nel febbraio 1924, aveva esperienza parlamentare. Nel gennaio 1924, Rosenberg e Gregor Strasser concordarono con il leader del DVFP Albrecht von Graefe un approccio congiunto alle imminenti elezioni.
Tra i nazionalsocialisti, sia l'elezione che l'alleanza con i Deutschvölkische furono controverse e respinte dall'ala "antiborghese" di Hermann Esser e Julius Streicher. Esser e Streicher estromisero Rosenberg dalla guida del GVG, che d'ora in poi rifiutò qualsiasi attività parlamentare dei nazionalsocialisti. Posizioni simili furono assunte dai nazionalsocialisti della Germania del Nord, come Ludolf Haase. Hitler si comportò inizialmente in modo contraddittorio nei conflitti: nelle discussioni con i compagni d'arme rifiutò la partecipazione elettorale; allo stesso tempo influenzò la nomina dei candidati.

### Elezioni del Reichstag nel maggio 1924
Nella campagna elettorale per le elezioni del Reichstag del 4 maggio 1924, i Deutschvölkische ed i Nazionalsocialisti si mobilitarono contro il sistema parlamentare democratico, la posizione degli ebrei in Germania, il Trattato di pace di Versailles e il Piano Dawes. Chiesero uno Stato völkisch senza lotta di classe e con una rappresentanza professionale del popolo. Un programma del partito che andasse oltre le richieste quotidiane non si concretizzò perché le idee programmatiche di Ernst zu Reventlow, Gottfried Feder, Reinhold Wulle e Artur Dinter differivano ampiamente.

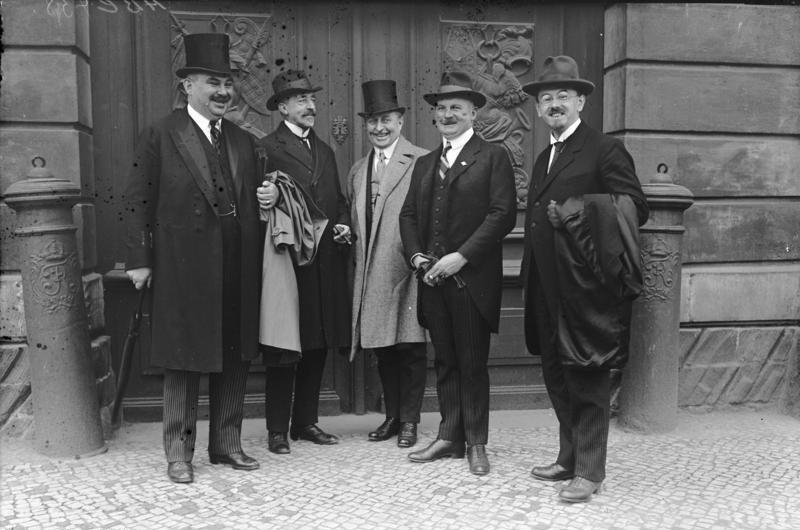
I membri del NSFP alla sessione di apertura del Reichstag il 27 Maggio 1924, da sinistra a destra: Konrad Schliephacke, Albrecht von Graefe, Heinrich Blume, Ernst Röhm, sconosciuto

I Deutschvölkische e i nazionalsocialisti si presentarono con liste elettorali con diverse denominazioni regionali, collegate alla lista unitaria per le elezioni del Reich "Liste unite del Partito della Libertà Nazionale Tedesco e del Partito Nazionalsocialista Tedesco dei Lavoratori" (in tedesco: Vereinigte Listen der Deutschvölkischen Freiheitspartei und der Nationalsozialistischen deutschen Arbeiterpartei). L'accordo originario tra Graefe e Rosenberg stabilì che i Deutschvölkische e i Nazionalsocialisti avrebbero avuto la decisione finale sulla lista dei candidati rispettivamente in 17 e 18 circoscrizioni. Durante la designazione dei candidati, i nazionalsocialisti furono sistematicamente penalizzati dai Deutschvölkische, tanto che nelle circoscrizioni a nord del Meno si presentarono quasi esclusivamente candidati del DVFP. Allo stesso modo, i posti migliori della lista elettorale del Reich vennero occupati in prevalenza da Deutschvölkische.
L'unione delle liste ottenne 32 seggi alle elezioni di maggio. Circa un terzo dei parlamentari appartennero al NSDAP: Hans Dietrich, Gottfried Feder, Wilhelm Frick, Emil Gansser, Hans Jacob, Christian Mergenthaler, Ernst Röhm, Fritz Tittmann e Theodor Vahlen. Il nazionalsocialista Hermann Kriebel fu imprigionato e non esercitò mai il suo mandato; L'appartenenza al NSDAP di Paul Rahl non è nota con certezza; Erich Ludendorff non può essere attribuito a nessuno dei due parti. Durante il secondo mandato elettorale due membri del Partito Sociale Tedesco si unirono al NF, Friedrich Stock e Hans Kurth.
Il giornalista Konrad Heiden ha annoverato molti dei loro parlamentari tra i "vecchi studenti erranti völkisch (in tedesco: Wandererscholaren) ed i maniaci di far parte di molte associazioni (in tedesco: Vereinsmeier[n])". Il socialdemocratico Paul Levi vide nella Völkische un “movimento di declassati”, guidato da una “squadra di generali falliti”. Uno studio sul profilo sociale dei parlamentari del NSFP è giunto a conclusioni diverse: quasi la metà dei parlamentari aveva una laurea. Un numero sproporzionato di parlamentari era costituito da funzionari di partito e dipendenti pubblici, mentre operai, imprenditori, commercianti e artigiani erano scarsamente o per niente rappresentati. Secondo lo storico Martin Döring, tuttavia, poco meno di un terzo dei parlamentari potrebbe essere classificato come un "relegato sociale", in quanto faceva parte della leadership presumibilmente poco retribuita di un movimento politico con poche prospettive di successo all'epoca.

### Tentativo di un partito di gruppo völkisch
Subito dopo le elezioni, il DVFP ed il NSDAP annunciarono che il gruppo parlamentare comune si sarebbe chiamarto "Partito Nazionalsocialista per la Libertà". La leadership del gruppo fu dominata dai Deutschvölkische, con Graefe come capogruppo e Reventlow come suo vice. Le ambizioni di Ludendorff e dei Deutschvölkische si spinsero ben oltre una unione di gruppi parlamentari e mirarono alla creazione di un partito collettivo völkisch: una risoluzione del gruppo parlamentare pubblicata alla fine di maggio - apparentemente anche a nome di Hitler - equivaleva a "un ordine di fusione dei Völkische fuori dal Reichstag". Ciò suscitò la protesta di Rosenberg. Dal punto di vista dei nazionalsocialisti, stava emergendo un partito concorrente puramente borghese che offriva poco spazio al loro radicalismo. Dall'inizio dell'estate del 1924 Hitler si oppose radicalmente a qualsiasi attività parlamentare.
Durante un incontro völkisch a Weimar il 16 e 17 agosto 1924, Hitler cercò senza successo di dissuadere Gregor Strasser dall'entrare a far parte della direzione del NSFP. Le decisioni organizzative definitive vennero rimandate a Weimar. L'incontro fu un'iniziativa di Ludendorff, che voleva posizionarsi come leader della federazione. Dopo l'incontro crebbero le tensioni tra i nazionalisti tedeschi ed i nazionalsocialisti nel gruppo parlamentare. Ludendorff non fu all'altezza del ruolo di guida che gli era stato assegnato e attribuì le tensioni a "forze che lavoravano in segreto". Accusò i singoli parlamentari di essere membri di un ordine druidico, accuse che offuscarono ulteriormente la sua posizione all'interno del gruppo parlamentare. Dalla fine di agosto Ludendorff rimase lontano dal Reichstag.
Alla fine di ottobre del 1924 il DVFP e il NSDAP si fusero formalmente sotto il nome di Movimento Nazionalsocialista per la Libertà (NSFB o NF). Il contesto fu l'imminente elezione del Reichstag, che - secondo un appello di Ludendorff, Graefe e Strasser - avrebbe imposto l'unità. Il Blocco Völkischer in Baviera si unì al NSFB come unione regionale. L'appello fu per lo più respinto dai leader nazionalsocialisti; anche Hitler respinse l'NSFB. I nazionalsocialisti della Germania settentrionale e il GVG chiesero il boicottaggio delle elezioni.
Il 14 febbraio 1925 il NSFB si sciolse di nuovo, con le dimissioni di Ludendorff, Graefe e Strasser. Hitler venne rilasciato dal carcere il 20 dicembre e, in trattative con il ministro-presidente bavarese Heinrich Held, ottenne una ri-registrazione del NSDAP, che venne ricostituito il 27 febbraio. Il 16 febbraio i principali politici del DVFP fondarono il Partito Popolare Tedesco della Libertà (in tedesco: Deutschvölkische Freiheitsbewegung, DVFB).

### Elezioni del Reichstag nel dicembre 1924
Alle elezioni del Reichstag del 7 dicembre il NSFB ottenne solo 14 mandati. Rispetto alle elezioni di maggio la situazione economica si era stabilizzata; inoltre, era venuto meno l'effetto propagandistico del putsch di Hitler e del processo contro i putschisti. Nove deputati appartenevano al DVFP, quattro al NSDAP. A questi si aggiunse Ludendorff. I diversi atteggiamenti nei confronti delle elezioni presidenziali portarono alla separazione organizzativa dei due partiti nel Reichstag nel marzo 1925: il NSDAP nominò Ludendorff; il DVFB sostenne Karl Jarres.
Quando il deputato Georg Best lasciò il gruppo parlamentare DNVP nel maggio 1925, fu nuovamente possibile formare un gruppo parlamentare, per il quale erano necessari 15 parlamentari. Best si unì come indipendente al Gruppo di operativo Völkische (in tedesco: Völkische Arbeitsgemeinschaft), che si formò a giugno e fu considerato dai nazionalsocialisti un "matrimonio di convenienza". Nel febbraio 1927, i parlamentari Kube, Reventlow e Stöhr lasciarono il DVFB in seguito a controversie interne al partito. Reventlow e Stöhr si unirono immediatamente al NSDAP, che, in questo modo, ottenne più parlamentari del DVFB. Le richieste dei nazionalsocialisti di affidargli la guida e la presidenza del Gruppo operativo Völkische furono respinte dal DVFB. Il gruppo parlamentare si sciolse nel marzo 1927 quando i membri del NSDAP si dimisero. Al termine della legislatura, i parlamentari non iscritti furono registrati come membri NSDAP (Dietrich, Feder, Frick, Kube, Reventlow, Stöhr, Strasser) o come membri della "Völkische Arbeitsgemeinschaft (Völkisch-nationaler Block)" (Graefe, Henning, Ramin, Schröder, Weidenhöfer). Seiffert e Best aderirono al Partito dei Diritti del Popolo; Ludendorff rimase indipendente.

## Elenco dei deputati NF Reichstag
Il seguente elenco non tiene conto di eventuali mandati precedenti o successivi in altri gruppi.
| - Georg Ahlemann (2. periodo elettorale) - Giorgio Best (3. periodo elettorale, ospite) - Heinrich Blume (2. periodo elettorale) - Arno Chwatal (2. periodo elettorale) - Hans Dietrich (2° e 3° periodo elettorale) - Karl Fahrenhorst (2. periodo elettorale) - Gottfried Feder (2° e 3° periodo elettorale) - August Fleck (2. periodo elettorale) - Wilhelm Frick (2° e 3° periodo elettorale) - Theodor Fritsch (2. periodo elettorale) - Emil Gansser (2. periodo elettorale) - Albrecht von Graefe (2° e 3° periodo elettorale) | - Wilhelm Henning (2° e 3° periodo elettorale) - Hans von Heydebreck (2. periodo elettorale) - Hans Jacob (2. periodo elettorale) - Herman Kriebel (2. periodo elettorale) - Wilhelm Kube (2° e 3° periodo elettorale) - Hans Kurth (2. periodo elettorale) - Erich Ludendorff (2° e 3° periodo elettorale) - Christian Mergenthaler (2. periodo elettorale) - Paul Rahl (2. periodo elettorale) - Jürgen von Ramin (2° e 3° periodo elettorale) - Ernst a Reventlow (2° e 3° periodo elettorale) - Christian Roth (2. periodo elettorale) - Hanns Ruckdaschel (2. periodo elettorale) | - Ernst Rohm (2. periodo elettorale) - Konrad Schliephacke (2. periodo elettorale) - Paul Schroeder (2° e 3° periodo elettorale) - Paul Seiffert (3. periodo elettorale) - Hans Stelter (2. periodo elettorale) - Gregor Strasser (3. periodo elettorale) - Federico Stock (2. periodo elettorale) - Franz Stoehr (2° e 3° periodo elettorale) - Fritz Tittmann (2. periodo elettorale) - Theodor Vahlen (2. periodo elettorale) - Georg Weidenhöfer (2° e 3° periodo elettorale) - Reinhold Wulle (2. periodo elettorale) |

## Risultati elettorali
| Risultati del Partito Nazionalsocialista per la Libertà alle elezioni del Reichstag del 1924 |                          |                                       |             |             |               |               |
| Circoscrizione                                                                               | Circoscrizione           |                                       | Maggio 1924 | Maggio 1924 | Dicembre 1924 | Dicembre 1924 |
|                                                                                              | Deutschland              | Vereinigte Listen*                    | 1.918.329   | 6,6 %       | 907.242       | 3,0 %         |
| 1                                                                                            | Ostpreußen               | Völkischsozialer Freiheitsblock       | 87.822      | 8,6 %       | 62.236        | 6,2 %         |
| 2                                                                                            | Berlin                   | Deutschvölkische Freiheitspartei      | 39.930      | 3,6 %       | 17.807        | 1,6 %         |
| 3                                                                                            | Potsdam II               | Deutschvölkische Freiheitspartei      | 56.597      | 6,5 %       | 26.273        | 2,9 %         |
| 4                                                                                            | Potsdam I                | Deutschvölkische Freiheitspartei      | 50.873      | 5,8 %       | 25.751        | 2,8 %         |
| 5                                                                                            | Frankfurt an der Oder    | Deutschvölkische Freiheitspartei      | 40.578      | 5,0 %       | 26.524        | 3,2 %         |
| 6                                                                                            | Pommern                  | Deutschvölkischer Wahlverband Pommern | 65.630      | 7,3 %       | 38.229        | 4,2 %         |
| 7                                                                                            | Breslau                  | Deutschvölkische Freiheitspartei      | 37.905      | 4,0 %       | 13.649        | 1,4 %         |
| 8                                                                                            | Liegnitz                 | Deutschvölkische Freiheitspartei      | 8.885       | 1,5 %       | 9.078         | 1,5 %         |
| 9                                                                                            | Oppeln                   | Deutschvölkische Freiheitspartei      | 11.865      | 2,6 %       | 8.200         | 1,5 %         |
| 10                                                                                           | Magdeburg                | Völkischsozialer Freiheitsblock       | 43.184      | 4,9 %       | 27.292        | 3,0 %         |
| 11                                                                                           | Merseburg                | Völkischsozialer Block                | 62.098      | 8,7 %       | 31.424        | 4,3 %         |
| 12                                                                                           | Thüringen                | Völkischsozialer Block                | 110.604     | 9,9 %       | 60.317        | 5,4 %         |
| 13                                                                                           | Schleswig-Holstein       | Völkischsozialer Block                | 55.417      | 7,4 %       | 20.513        | 2,7 %         |
| 14                                                                                           | Weser-Ems                | Völkischsozialer Block                | 48.993      | 7,4 %       | 33.072        | 4,8 %         |
| 15                                                                                           | Ost-Hannover             | Völkischsozialer Block                | 43.437      | 8,6 %       | 22.200        | 4,4 %         |
| 16                                                                                           | Südhannover-Braunschweig | Völkischsozialer Block                | 77.068      | 7,6 %       | 34.019        | 3,4 %         |
| 17                                                                                           | Westfalen Nord           | Völkischsozialer Block                | 37.167      | 3,5 %       | 13.646        | 1,3 %         |
| 18                                                                                           | Westfalen Süd            | Völkischsozialer Block                | 19.109      | 1,5 %       | 14.317        | 1,1 %         |
| 19                                                                                           | Hessen-Nassau            | Völkischsozialer Block                | 66.604      | 5,6 %       | 29.086        | 2,5 %         |
| 20                                                                                           | Köln-Aachen              | Völkischsozialer Block                | 13.322      | 1,5 %       | 5.241         | 0,6 %         |
| 21                                                                                           | Koblenz-Trier            | Völkischsozialer Block                | 6.987       | 1,3 %       | -             | -             |
| 22                                                                                           | Düsseldorf Ost           | Völkischsozialer Block                | 38.274      | 4,0 %       | *** 16.614    | 1,6 %         |
| 23                                                                                           | Düsseldorf West          | Völkischsozialer Block                | 19.791      | 2,6 %       | **** 7.259    | 0,9 %         |
| 24                                                                                           | Oberbayern-Schwaben      | Völkischer Block                      | 164.565     | 17,0 %      | ***** 55.777  | 4,8 %         |
| 25                                                                                           | Niederbayern             | Völkischer Block                      | 46.246      | 10,2 %      | ***** 16.748  | 3,0 %         |
| 26                                                                                           | Franken                  | Völkischer Block                      | 230.010     | 20,7 %      | ***** 94.336  | 7,5 %         |
| 27                                                                                           | Pfalz                    | Völkischer Block                      | 21.071      | 5,7 %       | 8.229         | 1,9 %         |
| 28                                                                                           | Dresden-Bautzen          | Völkischsozialer Block                | 43.807      | 4,5 %       | 15.153        | 1,5 %         |
| 29                                                                                           | Leipzig                  | Völkischsozialer Block                | 55.336      | 7,9 %       | 13.212        | 1,8 %         |
| 30                                                                                           | Chemnitz-Zwickau         | Völkischsozialer Block                | 70.717      | 7,7 %       | 39.338        | 4,2 %         |
| 31                                                                                           | Württemberg              | Völkischsozialer Block **             | 50.786      | 4,1 %       | 25.275        | 2,1 %         |
| 32                                                                                           | Baden                    | Völkischsozialer Block                | 45.049      | 4,8 %       | 19.160        | 1,9 %         |
| 33                                                                                           | Hessen-Darmstadt         | Völkischsozialer Block                | 17.893      | 2,9 %       | 8.212         | 1,3 %         |
| 34                                                                                           | Hamburg                  | Völkischsozialer Block                | 37.757      | 6,0 %       | 14.479        | 2,3 %         |
| 35                                                                                           | Mecklenburg              | Deutschvölkische Freiheitspartei      | 92.952      | 20,8 %      | 54.576        | 11,9 %        |